# خوسيه دي لارا دومينجيث
خوسيه دي لارا دومينجيث (بالإسبانية: José de Larra Domínguez)‏ ‏ ( - 17 أغسطس 1739 ) نحات من إسبانيا.